# Kateholamini
Kateholamíni so organske spojine s simpatikomimetičnim delovanjem, sestavljene iz aromatskega katehola (benzen z dvema hidroksilnima skupinama) in alifatskega aminskega dela. Mednje spadajo na primer adrenalin, noradrenalin in dopamin. Številni psihostimulansi so analogi kateholaminov.
So derivati aminokisline tirozina.  Tirozin nastane s hidroksilacijo fenilalanina s pomočjo encima fenilalanin-hidroksilaze, prav tako pa ga telo pridobi iz beljakovin v prehrani. Celice, ki proizvajajo in izločajo kateholamine, uporabljajo različne reakcije pretvorbe tirozina preko L-dope do dopamina. Odvisno od celice se lahko dopamin nadalje pretvori do noradrenalina in naprej do adrenalina.
Visoke ravni kateholaminov v krvi so povezane s stresom. Med tako imenovanim odzivom boja ali bega se namreč iz nadledvičnic sprostijo velike količine adrenalina in noradrenalina. Nekateri značilni učinki so zvečana hitrost bitja srca in zvišana raven glukoze v krvi.

## Zgradba
V kemijski zgradbi kateholaminov je prisoten benzenov obroč z dvema hidroksilnima skupinama, vmesno etilno verigo in končno aminsko skupino. Feniletanolamini, kot je na primer noradrenalin, imajo na etilni skupini še vezano hidroksilno skupino.

## Proizvodnja in razgradnja

### Mesto sinteze
Kateholamini nastajajo zlasti v kromafinih celicah sredice nadledvičnice in v postganglijskih vlaknih simpatičnega živčevja. Dopamin, ki deluje kot živčni prenašalec v osrednjem živčevju, se tvori v večjih količinah v telesih živčnih celic v dveh predelih možganskega debla, v črna substanca|črni substanci in ventralni tegmentalni arei.
Podobna, z melaninom pigmentirana telesa živčnih celic v modrem jedru proizvajajo noradrenalin.

### Sinteza
Prvi kateholamin, ki nastaja v seriji iz dope, je dopamin. Z nadaljnjo modifikacijo le-tega pa nastaneta noradrenalin in adrenalin. Encim dopamin-hidroksilaza potrebuje kot kofaktor baker, DOPA-dekarboksilaza pa piridoksal fosfat (kofaktorja nista prikazana na spodnji shemi). Hitrost omejujoča stopnja pri sintezi kateholaminov je hidroksilacija tirozina.

## Razgradnja
Razpolovna doba kateholaminov v krvnem obtoku je nekaj minut. Razgradijo se bodisi z metilacijo z encimom katehol-O-metiltransferazo (COMT) bodisi z deaminacijo z monoaminskimi oksidazami (MAO). 
Zaviralci monoamin oksidaze se vežejo na monoamin oksidaze in tako zavirajo razgradnjo kateholaminov in nekaterih drugih monoaminov.